# Strada europea E53
La E53 è una strada europea che collega Plzeň a Monaco di Baviera. Come si evince dalla numerazione, si tratta di una strada intermedia con direzione nord-sud.

## Percorso
La E53 è definita con i seguenti capisaldi di itinerario: "Plzeň - Bayerisch Eisenstein - Deggendorf - Monaco di Baviera".